# Vidi
Vidi er i nordisk mytologi det landområde i Asgård, hvor Vidar den Tavse har sin bolig.
| Nordisk mytologi | Spire Denne artikel om nordisk religion og mytologi er en spire som bør udbygges. Du er velkommen til at hjælpe Wikipedia ved at udvide den. |